# Monumento Histórico Nacional (Uruguay)
Se denomina Monumento Histórico Nacional (MHN) a un conjunto de bienes inmateriales y materiales de carácter significativo y valioso para las generaciones actuales y las que vendrán. Estos bienes históricos tanto artísticos, como  escultóricos, arquitectónicos, arqueológicos, paleontológico, bibliográfico, naturales que merezcan la conservación y protección. 

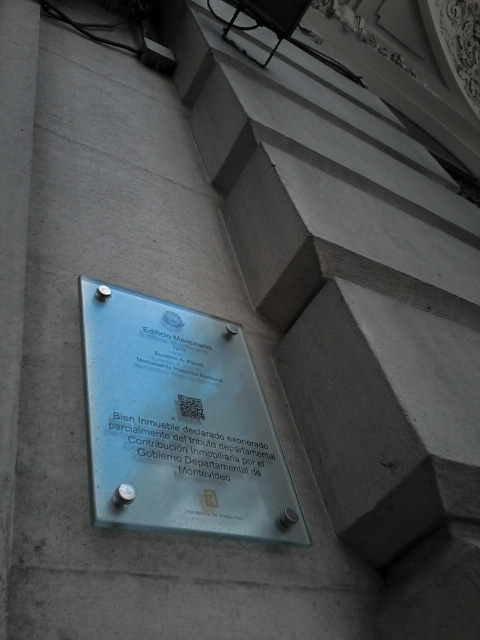
Palacio Marexiano con la placa que lo identifica como Monumento Histórico Nacional y a la vez como Bien de Interés Municipal por el Gobierno de Montevideo.

Uruguay, desde 1971 cuenta con un conjunto de políticas y normas, hacia la protección, acervo y difusión de lugares relacionados con la historia nacional, como también al ecosistema. 

## Legislación
El Estado, con la Constitución y la ley, es el garante, custodio y protector de la riqueza cultural de la nación. La nación es el fundamento del Estado. La protección patrimonial está amparada por la Constitución de la República, Art. 34: "Toda la riqueza artística o histórica del país, sea quien fuere su dueño, constituye el tesoro cultural de la Nación; estará bajo la salvaguardia del Estado y la ley establecerá lo que estime oportuno para su defensa". Se la vincula con la Ley N° 14040, el Decreto Reglamentario 536/972 y sus modificaciones, que creó la Comisión de Patrimonio Histórico, Artístico y Cultural de la Nación y, le dio herramientas para la protección y difusión patrimonial, así como la declaración - o adquisición - de lugares, artículos, elementos o sitios a proteger. Desde entonces, la Comisión de Patrimonio Cultural de la Nación, Unidad Ejecutora del Ministerio de Educación y Cultura (CPCN/MEC), es quien le solicita y le señala al Poder Ejecutivo, los lugares y sitios a declarar como "Monumento Histórico Nacional" (MHN). La naturaleza del objeto de la "declaración", goza de la protección del Estado por su rico valor, independiente de si es público o privado, y que amerita su conservación, en referencia al mantenimiento de su destinación. 

Dicha ley, en su artículo 5 establece:

Podrán ser declarados monumentos-históricos, a los efectos de esta ley, los bienes muebles o inmuebles vinculados a acontecimientos relevantes, a la evolución histórica nacional, a personajes notables de la vida del país o a lo que sea representativo de la cultura de una época nacional. 
Y también establece en su artículo 8

Los bienes inmuebles que sean declarados monumentos históricos, quedan afectados por las servidumbres que en cada caso resulten impuestas por la calidad, características y finalidades del bien.
Estas servidumbres serán:
1.o La prohibición de realizar cualquier modificación arquitectónica que altere las líneas, el carácter o la finalidad del edificio.
2.o La prohibición de destinar el monumento histórico a usos  incompatibles con las finalidades de la presente ley.
3.o La obligación de proveer a la conservación del inmueble y de efectuar  las reparaciones necesarias para ese fin. La Comisión fiscalizará la realización de tales obras y podrá  contribuir, cuando las circunstancias lo aconsejen, con hasta el 50  o/o (cincuenta por ciento) del valor de las mismas.

4.o La obligación de permitir las inspecciones que disponga la Comisión  a los fines de la comprobación del estado de conservación del bien del fiel cumplimiento de las obligaciones y prohibiciones consagradas por la presente ley.

### Normativa Departamental
Los gobiernos departamentales también tienen organismos encargados de difundir y proteger sitios o lugares históricos en el departamento, mediante la declaración de Bien de Interés Patrimonial departamental o municipal.

## Día del Patrimonio
Es una iniciativa que se celebra un fin de semana al año, desde 1995 para difundir el patrimonio histórico nacional. 

## Monumentos
Listado declarados: Monumento Histórico Nacional. Uruguay.

### Inmuebles
- Palacio Legislativo.[1]
- Cementerio Central
- Hospital Maciel y Capilla de la Caridad
- Estadio Centenario[2]
- Auditorio Nacional Adela Reta

### Flora
- Phytolacca dioica
- Ficus Macrophylia Árbol de la Cultura

### Sitios
- Cerrito de los Indios
- Calle de los Suspiros
- Piedra Alta

### Instituciones
- Servicio Oficial de Difusión, Representaciones y Espectáculos